# Orange România Communications
Orange România Communications a fost o companie de telecomunicații din România, cu sediul la București, lansată pe 28 martie 2022. Compania, a fost o subsidiară a Orange România înainte de fuziune, și a operat în România sub acest nume din martie 2022, dar ea a luat naștere cu mult timp înainte, ea fiind operatorul național de telefonie fixă, domeniu în care a deținut monopolul până la 1 ianuarie 2003. În iunie 2010 compania avea în portofoliu 2,6 milioane de clienți de telefonie fixă.
Compania, deținută inițial de Statul Român, aparținea Orange România, care deținea 54% din acțiuni și restul de 46% din acțiuni au rămas în posesia Statului Român pâna la fuziune. 
Principalele domenii de activitate ale companiei erau: Internetul fix, televiziunea prin cablu/satelit și telefonia fixă. 
Concurenții principali ai acesteia erau: Digi și Vodafone România.

## Istoric

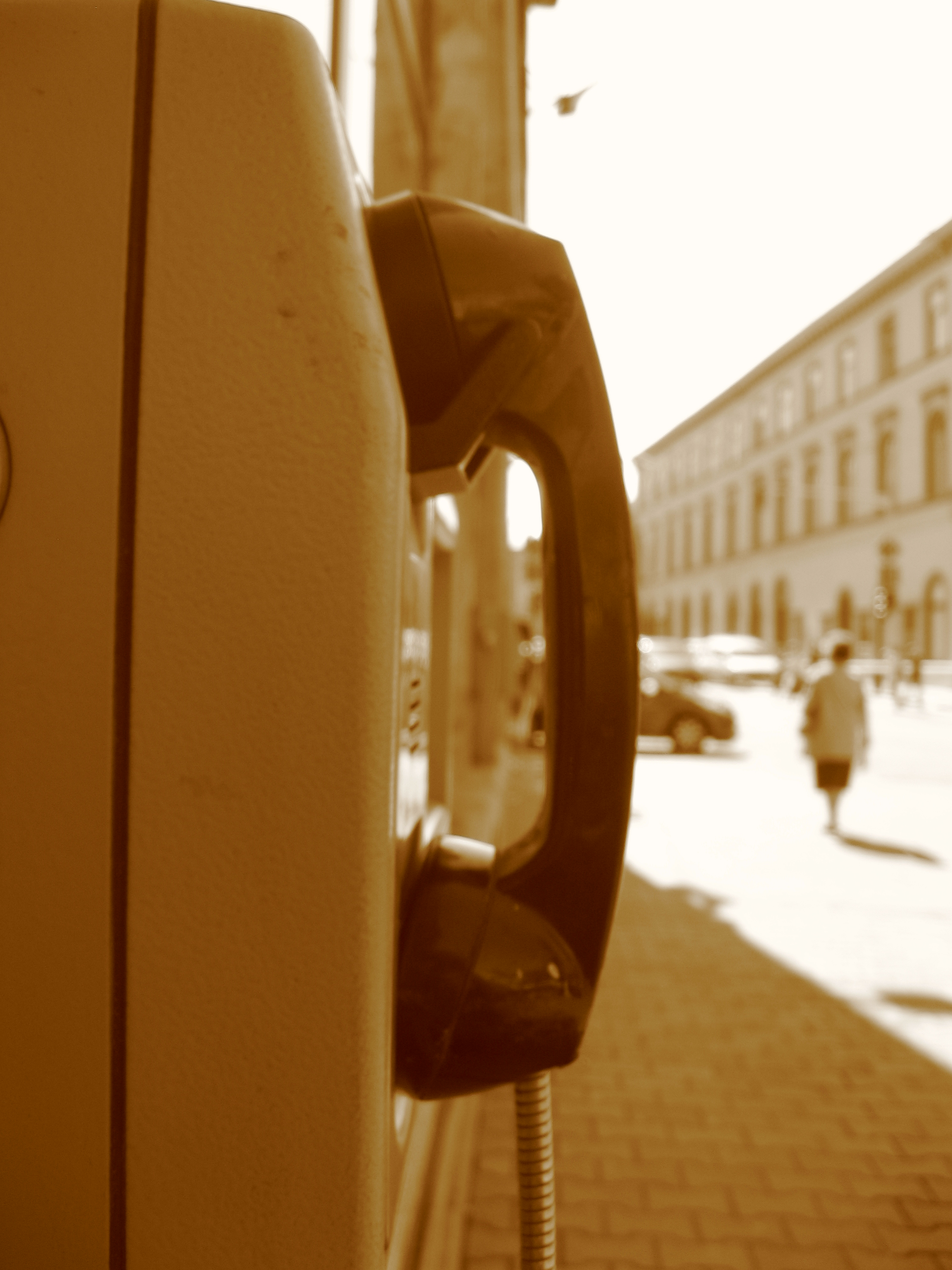
Telefon public, Cluj Napoca, Romania

- 1930: se înființează SART („Societatea Anonimă Română a Telefoanelor”), cu 90% capital străin, din partea ITT (SUA);
- 1949-1989: Ministerul Poștelor și Telecomunicațiilor încorporează compania de telecomunicații naționalizată și transformată în departament; investițiile în rețea și tehnologii fiind uriașe în această perioadă, creându-se rețele subterane și introducându-se telefonia automată în toate orașele țării;
- După 1989: se înființează ROM-POST-TELECOM, ca operator de stat în domeniul telecomunicațiilor, poștei și difuzării televizate;
- 1991: Romtelecom devine operator de stat în domeniul telecomunicațiilor, cu monopol în domeniul serviciilor de bază; Începe expansiunea telefoanelor publice cu cartele; câteva repere ale stării momentului: penetrarea serviciilor de telefonie atingea 9,5%, tehnologia folosită era analogică, în mediul rural se foloseau preponderent centrale manuale, peste 3.000 de comunități nu erau conectate la rețeaua telefonică. În această perioadă s-a înregistrat o stagnare a investițiilor si concentrarea activității pe întreținerea rețelelor deja existente;
- 1997: Romtelecom devenea societate pe acțiuni și era pregătită pentru privatizare;
- 1998: OTE achiziționează 35% dintre acțiuni, plus 16% uzufruct, plătind 675 milioane USD și preluând managementul companiei;
- 1998 Operatorul Național Romtelecom SA câștigă o licență GSM cu acoperire națională, lansând 2 ani mai târziu(2000) operatorul de telefonie mobilă Cosmorom.
- 2002: Telefonia mobilă o depășește pe cea fixă a Romtelecom.
- 2003: a doua etapă a privatizării are loc, în urma căreia OTE devine acționar majoritar, plătind 273 milioane USD; restul acțiunilor sunt deținute de statul român, prin Ministerul Comunicațiilor și Societății Informaționale (România)
- 2004: în octombrie, Romtelecom a lansat serviciul de acces la Internet de tip dial-up, prin linia telefonică, numit Clicknet[1]
- 2005: Ministerul Comunicațiilor și Societății Informaționale (România) anunță inițierea procesului de continuare a privatizării Romtelecom pentru acțiunile deținute de statul român, cel mai probabil printr-o ofertă publică de acțiuni[2].
- 2005: Romtelecom a preluat prin absorbție furnizorul de servicii Internet ARtelecom[3] (firmă înființată de Romtelecom în 2001[4])
- 2005: Romtelecom a lansat serviciile de acces la Internet de bandă largă care folosesc tehnologia ADSL[5]
- 2006, 29 noiembrie: Romtelecom a lansat serviciul de televiziune digitală prin satelit numit Dolce. Serviciul a avut succes, în aprilie 2008 ajungând la 500.000 clienți - rată de penetrare pe piața televiziunii prin satelit de peste 33%[6].
- 2008, septembrie: Romtelecom a câștigat licitația pentru acordarea unei licențe naționale de comunicații mobile în benzile de frecvențe 410-415/420-425 MHz[7]. Pentru această licență, Romtelecom va plăti 1 milion de euro, plus un tarif anual de utilizare a spectrului[7].
- 2009, în aprilie Romtelecom a lansat prima rețea CDMA 420 MHz în țară sub marca „Clicknet Mobile”.
- 2009, decembrie: Compania a lansat serviciul de televiziune prin internet (IPTV), care conține 100 de canale, dintre care 5 în format de înaltă definiție (HD) și care este disponibil în 14 orașe în august 2010[8]
- 2011, martie - aprilie: Romtelecom achiziționează baza de clienți de televiziune digitală ale companiilor DTH Television Grup - Boom TV (aproximativ 97.500 abonați) și Digital Cable Systems - Akta TV (aproximativ 80.000 abonați)
- 2011, aprilie: Romtelecom lansează magazinul online clickshop.ro[9]
- 2013, din 24 martie , când rețeaua Zapp de operare pe CDMA a fost închisă, Romtelecom a rămas singura rețea CDMA din țară.
- 2014, din 13 septembrie, Romtelecom este rebranduit sub numele de Telekom Romania.
- 2021, 30 septembrie: pachetul majoritar de acțiuni al Telekom Romania Communications (fostul Romtelecom) este cumpărat de Orange România[10]
- 2022, 28 martie: Telekom Romania Communications este redenumit Orange România Communications, finalizându-se tranziția la brandul Orange[10]
- 2024, 1 iunie: Orange România Communications fuzionează cu compania mama, Orange România.[11]

## Servicii
Numărul de clienți Romtelecom:
- Televiziune digitală prin satelit - serviciul „Dolce”:

| Data          | 2010-06 | 2009-12 | 2008-10 | 2008-04 | 2007-10 |
| ------------- | ------- | ------- | ------- | ------- | ------- |
| Număr clienți | 921.782 | 850.000 | 559.000 | 500.000 | 300.000 |

Televiziune prin internet (IPTV): 12.300 în iunie 2010
- Internet de bandă largă - ADSL:

| Data          | 2011-09   | 2010-06 | 2009-11 | 2008-10 | 2008-03 | 2007-12 | 2007-08 | 2006-12 | 2005-12 |
| ------------- | --------- | ------- | ------- | ------- | ------- | ------- | ------- | ------- | ------- |
| Număr clienți | 1.100.000 | 833.618 | 750.000 | 567.000 | 448.000 | 360.000 | 176.000 | 90.000  | 12.000  |

Internet dial-up: în august 2006: 100.000
Internet mobil: 47.600 în iunie 2010
- Telefonie fixă:

| Data             | 2010-06 | 2009-09 | 2008-03 | 2007-01 | 2006-01 | 2005-01 |
| ---------------- | ------- | ------- | ------- | ------- | ------- | ------- |
| Milioane clienți | 2,6     | 2,8     | 3       | 3,4     | 3,9     | 4,3     |

## Rezultate financiare
Cifra de afaceri (milioane euro):
| An               | 2009  | 2008  | 2007  | 2006  | 2005  |
| ---------------- | ----- | ----- | ----- | ----- | ----- |
| Cifra de afaceri | 807,7 | 869,8 | 871,9 | 894,8 | 929,7 |

Venit net (milioane euro):
| An        | 2008  | 2007  | 2006 | 2005 |
| --------- | ----- | ----- | ---- | ---- |
| Venit net | -36,2 | -21,1 | 55,2 | 84,9 |

Număr de angajați:
| Anul     | 2010  | 2009   | 2008   | 2007   | 2006   | 2005   | 2004   | 2003   | 2002   | 2001   | 2000   | 1999   |
| -------- | ----- | ------ | ------ | ------ | ------ | ------ | ------ | ------ | ------ | ------ | ------ | ------ |
| Angajați | 9.000 | 10.230 | 11.244 | 12.242 | 12.883 | 15.447 | 18.733 | 23.869 | 33.000 | 40.623 | 42.092 | 45.000 |